# Viktória Oguntoye
Viktória Oguntoye (født 24. december 1990 i Štúrovo, Slovakiet) er en kvindelig slovakisk/ungarsk håndboldspiller som spiller for Debrecen VSC og Slovakiets kvindehåndboldlandshold.